# Тусказань
Тусказань (тат. Тусказан) — деревня в Большереченском районе Омской области. Входит в состав Уленкульского сельского поселения.

## История
В 1928 г. состояла из 65 хозяйств, основное население — татары. В составе Уленкульского сельсовета Евгащинского района Тарского округа Сибирского края.

## Население
| 1926 | 2002 | 2010 | 2021 |
| ---- | ---- | ---- | ---- |
| 281  | ↘188 | ↘144 | ↘74  |